# Harmonia conformis
Harmonia Conformis (лат.) — вид божьих коровок. У них есть 20 больших черных пятен, 18 из которых находятся на надкрыльях, а фоновый окрас светло-красный. Жуки довольно крупные для божьих коровок (около 6-7 мм). Это хищник других насекомых, поедающий тлей как на стадии личинки, так и имаго. Она встречается в Австралии и была завезена в Новую Зеландию, где она распространена в северных регионах. Другой член того же рода, Harmonia antipodum, также встречается в Новой Зеландии. Однако этот вид является местным, намного мельче и встречается реже.

## Жизненный цикл
У этой божьей коровки годовой цикл, в котором продолжительность каждой стадии жизни зависит от температуры окружающей среды. Их жизненный цикл начинается с откладывания самкой желтых яиц в местах, где есть добыча, легкодоступная для личинок после того, как они вылупятся. Как личинки, они проходят через четыре стадии развития, начиная с формы темного цвета с переднегрудью и шестью ногами. Вторая стадия — это когда развивается белый внешний шип (сколюс). На третьей стадии усиливается окраска личинки. Четвертая стадия — это дальнейшее развитие окраски и рост брюшных сегментов, которые помогают личинкам во время линьки. Как только личинка полностью вырастает, она прикрепляется к растению, чтобы сформировать куколку. Затем из этой куколки вылупляются взрослые особи и начинают искать себе пару.